# Juraj Pilát
Juraj Pilát (* 2. února 1992, Dolné Kočkovce) je slovenský fotbalový záložník či obránce, od roku 2012 působící v FC ViOn Zlaté Moravce.

## Fotbalová kariéra
Svoji fotbalovou kariéru začal v FK Púchov. Mezi jeho další angažmá patří: FC ViOn Zlaté Moravce a ŠKF Sereď.